# シルバースラッガー賞
シルバースラッガー賞（シルバースラッガーしょう）は、ナショナルリーグ・アメリカンリーグの各リーグからその年のシーズンで最も打撃に優れていた選手が各ポジション1人ずつ計9人が、各チームの監督・コーチの投票によって選出される。1980年、ケンタッキー州ルイビルのバットメーカーであるヒラリッチ&ブラズビー社が表彰を始める。名称は自社商品である「ルイビル・スラッガー」から採られた。受賞者に贈られるトロフィーは高さ3フィート（約91cm）である。
ゴールドグラブ賞とは異なり、シルバースラッガー賞は守備位置に関係なく外野手は3人選出される。2021年まで（2020年を除く）指名打者制を採用していなかったナショナルリーグでは投手のシルバースラッガー賞も選ばれていた。
73本塁打のシーズン最多本塁打記録保持者のバリー・ボンズは、外野手として史上最多の12回のシルバースラッガー賞を受賞している。それに次ぐ受賞回数は、捕手のマイク・ピアッツァと、三塁手のアレックス・ロドリゲスの10回である。ロドリゲスは遊撃手として7回、三塁手として3回の計10回である。ポジション別の最多受賞回数は、遊撃手はバリー・ラーキンの9回、三塁手はウェイド・ボッグスの8回、二塁手はライン・サンドバーグの7回、一塁手はトッド・ヘルトン、アルバート・プホルス、ポール・ゴールドシュミットの4回、指名打者はデビッド・オルティーズの7回、投手はマイク・ハンプトンの5回である。
2020年はナショナルリーグ史上初の指名打者制を導入したことにより、投手ではなく指名打者としてマーセル・オズナが受賞した。2022年からナショナルリーグでも恒久的に指名打者制が採用されることになり、これにより投手の表彰はなくなった。また同年からユーティリティープレイヤーの部門が新設されている。さらに2023年からはチーム部門が新設され、「最優秀オフェンシブ・チーム」を表彰する。

## 歴代受賞者
| * | ポジション別最多受賞者 | Hall of Fame | 野球殿堂入り選手 |

### アメリカンリーグ

#### 1980年から2021年まで
| 年度 | 一塁手                             | 二塁手                   | 三塁手                   | 遊撃手                    | 外野手                     | 外野手                    | 外野手                   | 捕手                                       | 指名打者                  |
| ---- | ---------------------------------- | ------------------------ | ------------------------ | ------------------------- | -------------------------- | ------------------------- | ------------------------ | ------------------------------------------ | ------------------------- |
| 1980 | セシル・クーパー                   | ウィリー・ランドルフ     | ジョージ・ブレット†      | ロビン・ヨーント†         | ベン・オグリビー           | アル・オリバー            | ウィリー・ウィルソン     | ランス・パリッシュ                         | レジー・ジャクソン†       |
| 1981 | セシル・クーパー                   | ボビー・グリッチ         | カーネイ・ランスフォード | リック・バールソン        | リッキー・ヘンダーソン†    | デーブ・ウィンフィールド† | ドワイト・エバンス       | カールトン・フィスク†                      | アル・オリバー            |
| 1982 | セシル・クーパー                   | ダマソ・ガルシア         | ダグ・デシンセイ         | ロビン・ヨーント†         | レジー・ジャクソン†        | デーブ・ウィンフィールド† | ウィリー・ウィルソン     | ランス・パリッシュ                         | ハル・マクレー            |
| 1983 | エディ・マレー†                    | ルー・ウィテカー         | ウェイド・ボッグス*†     | カル・リプケン・ジュニア† | ジム・ライス†              | デーブ・ウィンフィールド† | ロイド・モスビー         | ランス・パリッシュ                         | ドン・ベイラー            |
| 1984 | エディ・マレー†                    | ルー・ウィテカー         | バディ・ベル             | カル・リプケン・ジュニア† | ジム・ライス†              | デーブ・ウィンフィールド† | トニー・アーマス         | ランス・パリッシュ                         | アンドレ・ソーントン      |
| 1985 | ドン・マッティングリー             | ルー・ウィテカー         | ジョージ・ブレット†      | カル・リプケン・ジュニア† | リッキー・ヘンダーソン†    | デーブ・ウィンフィールド† | ジョージ・ベル           | カールトン・フィスク†                      | ドン・ベイラー            |
| 1986 | ドン・マッティングリー             | フランク・ホワイト       | ウェイド・ボッグス*†     | カル・リプケン・ジュニア† | ジェシー・バーフィールド   | カービー・パケット†       | ジョージ・ベル           | ランス・パリッシュ                         | ドン・ベイラー            |
| 1987 | ドン・マッティングリー             | ルー・ウィテカー         | ウェイド・ボッグス*†     | アラン・トランメル†       | ドワイト・エバンス         | カービー・パケット†       | ジョージ・ベル           | マット・ノークス                           | ポール・モリター†         |
| 1988 | ジョージ・ブレット†                | フリオ・フランコ         | ウェイド・ボッグス*†     | アラン・トランメル†       | マイク・グリーンウェル     | カービー・パケット†       | ホセ・カンセコ           | カールトン・フィスク†                      | ポール・モリター†         |
| 1989 | フレッド・マグリフ                 | フリオ・フランコ         | ウェイド・ボッグス*†     | カル・リプケン・ジュニア† | ルーベン・シエラ           | カービー・パケット†       | ロビン・ヨーント†        | ミッキー・テトルトン                       | ハロルド・ベインズ†       |
| 1990 | セシル・フィルダー                 | フリオ・フランコ         | ケリー・グルーバー       | アラン・トランメル†       | リッキー・ヘンダーソン†    | エリス・バークス          | ホセ・カンセコ           | ランス・パリッシュ                         | デーブ・パーカー          |
| 1991 | セシル・フィルダー                 | フリオ・フランコ         | ウェイド・ボッグス*†     | カル・リプケン・ジュニア† | ジョー・カーター           | ケン・グリフィーJr.†      | ホセ・カンセコ           | ミッキー・テトルトン                       | フランク・トーマス†       |
| 1992 | マーク・マグワイア                 | ロベルト・アロマー†      | エドガー・マルティネス†  | トラビス・フライマン      | ジョー・カーター           | カービー・パケット†       | フアン・ゴンザレス       | ミッキー・テトルトン                       | デーブ・ウィンフィールド† |
| 1993 | フランク・トーマス†                | カルロス・バイエガ       | ウェイド・ボッグス*†     | カル・リプケン・ジュニア† | アルバート・ベル           | ケン・グリフィーJr.†      | フアン・ゴンザレス       | マイク・スタンリー                         | ポール・モリター†         |
| 1994 | フランク・トーマス†                | カルロス・バイエガ       | ウェイド・ボッグス*†     | カル・リプケン・ジュニア† | アルバート・ベル           | ケン・グリフィーJr.†      | カービー・パケット†      | イバン・ロドリゲス†                        | フリオ・フランコ          |
| 1995 | モー・ボーン                       | チャック・ノブロック     | ゲイリー・ガイエティ     | ジョン・バレンティン      | アルバート・ベル           | ティム・サーモン          | マニー・ラミレス         | イバン・ロドリゲス†                        | エドガー・マルティネス†   |
| 1996 | マーク・マグワイア                 | ロベルト・アロマー†      | ジム・トーミ†            | アレックス・ロドリゲス    | アルバート・ベル           | ケン・グリフィーJr.†      | フアン・ゴンザレス       | イバン・ロドリゲス†                        | ポール・モリター†         |
| 1997 | ティノ・マルティネス               | チャック・ノブロック     | マット・ウィリアムズ     | ノマー・ガルシアパーラ    | デビッド・ジャスティス     | ケン・グリフィーJr.†      | フアン・ゴンザレス       | イバン・ロドリゲス†                        | エドガー・マルティネス†   |
| 1998 | ラファエル・パルメイロ             | ダミオン・イーズリー     | ディーン・パーマー       | アレックス・ロドリゲス    | アルバート・ベル           | ケン・グリフィーJr.†      | フアン・ゴンザレス       | イバン・ロドリゲス†                        | ホセ・カンセコ            |
| 1999 | カルロス・デルガド                 | ロベルト・アロマー†      | ディーン・パーマー       | アレックス・ロドリゲス    | ショーン・グリーン         | ケン・グリフィーJr.†      | マニー・ラミレス         | イバン・ロドリゲス†                        | ラファエル・パルメイロ    |
| 2000 | カルロス・デルガド                 | ロベルト・アロマー†      | トロイ・グロース         | アレックス・ロドリゲス    | ダリン・アースタッド       | マグリオ・オルドニェス    | マニー・ラミレス         | ホルヘ・ポサダ                             | フランク・トーマス        |
| 2001 | ジェイソン・ジアンビ               | ブレット・ブーン         | トロイ・グロース         | アレックス・ロドリゲス    | イチロー                   | フアン・ゴンザレス        | マニー・ラミレス         | ホルヘ・ポサダ                             | エドガー・マルティネス†   |
| 2002 | ジェイソン・ジアンビ               | アルフォンソ・ソリアーノ | エリック・チャベス       | アレックス・ロドリゲス    | ギャレット・アンダーソン   | マグリオ・オルドニェス    | バーニー・ウィリアムズ   | ホルヘ・ポサダ                             | マニー・ラミレス          |
| 2003 | カルロス・デルガド                 | ブレット・ブーン         | ビル・ミラー             | アレックス・ロドリゲス    | ギャレット・アンダーソン   | バーノン・ウェルズ        | マニー・ラミレス         | ホルヘ・ポサダ                             | エドガー・マルティネス†   |
| 2004 | マーク・テシェイラ                 | アルフォンソ・ソリアーノ | メルビン・モーラ         | ミゲル・テハダ            | ゲイリー・シェフィールド   | ブラディミール・ゲレーロ† | マニー・ラミレス         | ビクター・マルティネス イバン・ロドリゲス† | デビッド・オルティーズ*   |
| 2005 | マーク・テシェイラ                 | アルフォンソ・ソリアーノ | アレックス・ロドリゲス   | ミゲル・テハダ            | ゲイリー・シェフィールド   | ブラディミール・ゲレーロ† | マニー・ラミレス         | ジェイソン・バリテック                     | デビッド・オルティーズ*   |
| 2006 | ジャスティン・モルノー             | ロビンソン・カノ         | ジョー・クリーディ       | デレク・ジーター†         | ジャーメイン・ダイ         | ブラディミール・ゲレーロ† | マニー・ラミレス         | ジョー・マウアー                           | デビッド・オルティーズ*   |
| 2007 | カルロス・ペーニャ                 | プラシド・ポランコ       | アレックス・ロドリゲス   | デレク・ジーター†         | マグリオ・オルドニェス     | ブラディミール・ゲレーロ† | イチロー                 | ホルヘ・ポサダ                             | デビッド・オルティーズ*   |
| 2008 | ジャスティン・モルノー             | ダスティン・ペドロイア   | アレックス・ロドリゲス   | デレク・ジーター†         | ジョシュ・ハミルトン       | カルロス・クエンティン    | グレイディ・サイズモア   | ジョー・マウアー                           | オーブリー・ハフ          |
| 2009 | マーク・テシェイラ                 | アーロン・ヒル           | エバン・ロンゴリア       | デレク・ジーター†         | ジェイソン・ベイ           | トリー・ハンター          | イチロー                 | ジョー・マウアー                           | アダム・リンド            |
| 2010 | ミゲル・カブレラ                   | ロビンソン・カノ         | エイドリアン・ベルトレ   | アレクセイ・ラミレス      | ジョシュ・ハミルトン       | カール・クロフォード      | ホセ・バティスタ         | ジョー・マウアー                           | ウラジミール・ゲレロ†     |
| 2011 | エイドリアン・ゴンザレス           | ロビンソン・カノ         | エイドリアン・ベルトレ   | アズドルバル・カブレラ    | カーティス・グランダーソン | ホセ・バティスタ          | ジャコビー・エルズベリー | アレックス・アビラ                         | デビッド・オルティーズ*   |
| 2012 | プリンス・フィルダー               | ロビンソン・カノ         | ミゲル・カブレラ         | デレク・ジーター†         | マイク・トラウト           | ジョシュ・ハミルトン      | ジョシュ・ウィリンガム   | A.J.ピアジンスキー                         | ビリー・バトラー          |
| 2013 | クリス・デービス                   | ロビンソン・カノ         | ミゲル・カブレラ         | J.J.ハーディ              | マイク・トラウト           | トリー・ハンター          | アダム・ジョーンズ       | ジョー・マウアー                           | デビッド・オルティーズ*   |
| 2014 | ホセ・アブレイユ                   | ホセ・アルトゥーベ       | エイドリアン・ベルトレ   | アレクセイ・ラミレス      | マイク・トラウト           | ホセ・バティスタ          | マイケル・ブラントリー   | ヤン・ゴームズ                             | ビクター・マルティネス    |
| 2015 | ミゲル・カブレラ                   | ホセ・アルトゥーベ       | ジョシュ・ドナルドソン   | ザンダー・ボガーツ        | マイク・トラウト           | ネルソン・クルーズ        | J.D.マルティネス         | ブライアン・マッキャン                     | ケンドリス・モラレス      |
| 2016 | ミゲル・カブレラ                   | ホセ・アルトゥーベ       | ジョシュ・ドナルドソン   | ザンダー・ボガーツ        | マイク・トラウト           | ムーキー・ベッツ          | マーク・トランボ         | サルバドール・ペレス                       | デビッド・オルティーズ*   |
| 2017 | エリック・ホズマー                 | ホセ・アルトゥーベ       | ホセ・ラミレス           | フランシスコ・リンドーア  | ジョージ・スプリンガー     | ジャスティン・アップトン  | アーロン・ジャッジ       | ゲイリー・サンチェス                       | ネルソン・クルーズ        |
| 2018 | ホセ・アブレイユ                   | ホセ・アルトゥーベ       | ホセ・ラミレス           | フランシスコ・リンドーア  | マイク・トラウト           | ムーキー・ベッツ          | J.D.マルティネス         | サルバドール・ペレス                       | J.D.マルティネス          |
| 2019 | カルロス・サンタナ                 | DJ・ルメイユ             | アレックス・ブレグマン   | ザンダー・ボガーツ        | ムーキー・ベッツ           | ジョージ・スプリンガー    | マイク・トラウト         | ミッチ・ガーバー                           | ネルソン・クルーズ        |
| 2020 | ホセ・アブレイユ                   | DJ・ルメイユ             | ホセ・ラミレス           | ティム・アンダーソン      | マイク・トラウト           | テオスカー・ヘルナンデス  | エロイ・ヒメネス         | サルバドール・ペレス                       | ネルソン・クルーズ        |
| 2021 | ブラディミール・ゲレーロ・ジュニア | マーカス・セミエン       | ラファエル・デバース     | ザンダー・ボガーツ        | テオスカー・ヘルナンデス   | アーロン・ジャッジ        | セドリック・マリンズ     | サルバドール・ペレス                       | 大谷翔平                  |

#### 2022年から
| 年 度 | 一 塁 手                           | 二 塁 手           | 三 塁 手             | 遊 撃 手                   | 外 野 手           | 外 野 手           | 外 野 手                 | 捕 手                | 指 名 打 者          | ユーティリティー プレイヤー | チーム                   |
| ----- | ---------------------------------- | ------------------ | -------------------- | -------------------------- | ------------------ | ------------------ | ------------------------ | -------------------- | -------------------- | --------------------------- | ------------------------ |
| 2022  | ナサニエル・ロウ                   | ホセ・アルトゥーベ | ホセ・ラミレス       | ザンダー・ボガーツ         | アーロン・ジャッジ | フリオ・ロドリゲス | マイク・トラウト         | アレハンドロ・カーク | ヨルダン・アルバレス | ルイス・アラエス            | なし                     |
| 2023  | ヤンディ・ディアス                 | マーカス・セミエン | ラファエル・デバース | コーリー・シーガー         | フリオ・ロドリゲス | カイル・タッカー   | ルイス・ロベルト         | アドリー・ラッチマン | 大谷翔平             | ガナー・ヘンダーソン        | テキサス・レンジャーズ   |
| 2024  | ブラディミール・ゲレーロ・ジュニア | ホセ・アルトゥーベ | ホセ・ラミレス       | ボビー・ウィット・ジュニア | アーロン・ジャッジ | フアン・ソト       | アンソニー・サンタンダー | サルバドール・ペレス | ブレント・ルッカー   | ジョシュ・スミス            | ニューヨーク・ヤンキース |

### ナショナルリーグ

#### 1980年から2021年まで
| 年度 | 一塁手                      | 二塁手                   | 三塁手                   | 遊撃手                           | 外野手                         | 外野手                    | 外野手                   | 捕手                   | 投手                         |
| ---- | --------------------------- | ------------------------ | ------------------------ | -------------------------------- | ------------------------------ | ------------------------- | ------------------------ | ---------------------- | ---------------------------- |
| 1980 | キース・ヘルナンデス        | マニー・トリーヨ         | マイク・シュミット†      | ギャリー・テンプルトン           | ダスティ・ベイカー             | アンドレ・ドーソン†       | ジョージ・ヘンドリック   | テッド・シモンズ†      | ボブ・フォーシュ             |
| 1981 | ピート・ローズ              | マニー・トリーヨ         | マイク・シュミット†      | デーブ・コンセプシオン           | ダスティ・ベイカー             | アンドレ・ドーソン†       | ジョージ・フォスター     | ゲイリー・カーター†    | フェルナンド・バレンズエラ   |
| 1982 | アル・オリバー              | ジョー・モーガン†        | マイク・シュミット†      | デーブ・コンセプシオン           | デール・マーフィー             | ペドロ・ゲレーロ          | レオン・ダーラム         | ゲイリー・カーター†    | ドン・ロビンソン             |
| 1983 | ジョージ・ヘンドリック      | ジョニー・レイ           | マイク・シュミット†      | ディッキー・ソン                 | デール・マーフィー             | アンドレ・ドーソン†       | ホセ・クルーズ           | テリー・ケネディ       | フェルナンド・バレンズエラ   |
| 1984 | キース・ヘルナンデス        | ライン・サンドバーグ*†   | マイク・シュミット†      | ギャリー・テンプルトン           | デール・マーフィー             | トニー・グウィン†         | ホセ・クルーズ           | ゲイリー・カーター†    | リック・ローデン             |
| 1985 | ジャック・クラーク          | ライン・サンドバーグ*†   | ティム・ウォーラック     | ヒュービー・ブルックス           | デーブ・パーカー               | ウィリー・マギー          | デール・マーフィー       | ゲイリー・カーター†    | リック・ローデン             |
| 1986 | グレン・デービス            | スティーブ・サックス     | マイク・シュミット†      | ヒュービー・ブルックス           | ティム・レインズ†              | トニー・グウィン†         | デーブ・パーカー         | ゲイリー・カーター†    | リック・ローデン             |
| 1987 | ジャック・クラーク          | フアン・サミュエル       | ティム・ウォーラック     | オジー・スミス†                  | アンドレ・ドーソン†            | トニー・グウィン†         | エリック・デービス       | ベニート・サンティアゴ | ボブ・フォーシュ             |
| 1988 | アンドレス・ガララーガ      | ライン・サンドバーグ*†   | ボビー・ボニーヤ         | バリー・ラーキン*†               | ダリル・ストロベリー           | カーク・ギブソン          | アンディ・バンスライク   | ベニート・サンティアゴ | ティム・リアリー             |
| 1989 | ウィル・クラーク            | ライン・サンドバーグ*†   | ハワード・ジョンソン     | バリー・ラーキン*†               | ケビン・ミッチェル             | トニー・グウィン†         | エリック・デービス       | クレイグ・ビジオ†      | ドン・ロビンソン             |
| 1990 | エディ・マレー†             | ライン・サンドバーグ*†   | マット・ウィリアムズ     | バリー・ラーキン*†               | バリー・ボンズ*                | ボビー・ボニーヤ          | ダリル・ストロベリー     | ベニート・サンティアゴ | ドン・ロビンソン             |
| 1991 | ウィル・クラーク            | ライン・サンドバーグ*†   | ハワード・ジョンソン     | バリー・ラーキン*†               | バリー・ボンズ*                | ボビー・ボニーヤ          | ロン・ガント             | ベニート・サンティアゴ | トム・グラビン               |
| 1992 | フレッド・マグリフ          | ライン・サンドバーグ*†   | ゲイリー・シェフィールド | バリー・ラーキン*†               | バリー・ボンズ*                | ラリー・ウォーカー†       | アンディ・バンスライク   | ダレン・ダールトン     | ドワイト・グッデン           |
| 1993 | フレッド・マグリフ          | ロビー・トンプソン       | マット・ウィリアムズ     | ジェイ・ベル                     | バリー・ボンズ*                | レニー・ダイクストラ      | デビッド・ジャスティス   | マイク・ピアッツァ*†   | オーレル・ハーシュハイザー   |
| 1994 | ジェフ・バグウェル†         | クレイグ・ビジオ†        | マット・ウィリアムズ     | ウィル・コルデロ                 | バリー・ボンズ*                | トニー・グウィン†         | モイゼス・アルー         | マイク・ピアッツァ*†   | マーク・ポーチュガル         |
| 1995 | エリック・キャロス          | クレイグ・ビジオ†        | ビニー・カスティーヤ     | バリー・ラーキン*†               | サミー・ソーサ                 | トニー・グウィン†         | ダンテ・ビシェット       | マイク・ピアッツァ*†   | トム・グラビン               |
| 1996 | アンドレス・ガララーガ      | エリック・ヤング         | ケン・カミニティ         | バリー・ラーキン*†               | バリー・ボンズ*                | ゲイリー・シェフィールド  | エリス・バークス         | マイク・ピアッツァ*†   | トム・グラビン               |
| 1997 | ジェフ・バグウェル†         | クレイグ・ビジオ†        | ビニー・カスティーヤ     | ジェフ・ブラウザー               | バリー・ボンズ*                | トニー・グウィン†         | ラリー・ウォーカー†      | マイク・ピアッツァ*†   | ジョン・スモルツ†            |
| 1998 | マーク・マグワイア          | クレイグ・ビジオ†        | ビニー・カスティーヤ     | バリー・ラーキン*†               | サミー・ソーサ                 | グレッグ・ボーン          | モイゼス・アルー         | マイク・ピアッツァ*†   | トム・グラビン               |
| 1999 | ジェフ・バグウェル†         | エドガルド・アルフォンゾ | チッパー・ジョーンズ†    | バリー・ラーキン*†               | サミー・ソーサ                 | ブラディミール・ゲレーロ† | ラリー・ウォーカー†      | マイク・ピアッツァ*†   | マイク・ハンプトン*          |
| 2000 | トッド・ヘルトン*           | ジェフ・ケント           | チッパー・ジョーンズ†    | エドガー・レンテリア             | バリー・ボンズ*                | ブラディミール・ゲレーロ† | サミー・ソーサ           | マイク・ピアッツァ*†   | マイク・ハンプトン*          |
| 2001 | トッド・ヘルトン*           | ジェフ・ケント           | アルバート・プホルス     | リッチ・オーリリア               | バリー・ボンズ*                | ルイス・ゴンザレス        | サミー・ソーサ           | マイク・ピアッツァ*†   | マイク・ハンプトン*          |
| 2002 | トッド・ヘルトン*           | ジェフ・ケント           | スコット・ローレン       | エドガー・レンテリア             | バリー・ボンズ*                | ブラディミール・ゲレーロ† | サミー・ソーサ           | マイク・ピアッツァ*†   | マイク・ハンプトン*          |
| 2003 | トッド・ヘルトン*           | ホセ・ビドロ             | マイク・ローウェル       | エドガー・レンテリア             | バリー・ボンズ*                | ゲイリー・シェフィールド  | アルバート・プホルス     | ハビー・ロペス         | マイク・ハンプトン*          |
| 2004 | アルバート・プホルス*       | マーク・ロレッタ         | エイドリアン・ベルトレ   | ジャック・ウィルソン             | バリー・ボンズ*                | ジム・エドモンズ          | ボビー・アブレイユ       | ジョニー・エストラーダ | リバン・ヘルナンデス         |
| 2005 | デレク・リー                | ジェフ・ケント           | モーガン・エンスバーグ   | フェリペ・ロペス                 | アンドリュー・ジョーンズ       | ミゲル・カブレラ          | カルロス・リー           | マイケル・バレット     | ジェイソン・マーキー         |
| 2006 | ライアン・ハワード          | チェイス・アトリー       | ミゲル・カブレラ         | ホセ・レイエス                   | カルロス・ベルトラン           | マット・ホリデイ          | アルフォンソ・ソリアーノ | ブライアン・マッキャン | カルロス・ザンブラーノ       |
| 2007 | プリンス・フィルダー        | チェイス・アトリー       | デビッド・ライト         | ジミー・ロリンズ                 | カルロス・ベルトラン           | マット・ホリデイ          | カルロス・リー           | ラッセル・マーティン   | マイカ・オーウィングス       |
| 2008 | アルバート・プホルス*       | チェイス・アトリー       | デビッド・ライト         | ハンリー・ラミレス               | ライアン・ラドウィック         | マット・ホリデイ          | ライアン・ブラウン       | ブライアン・マッキャン | カルロス・ザンブラーノ       |
| 2009 | アルバート・プホルス*       | チェイス・アトリー       | ライアン・ジマーマン     | ハンリー・ラミレス               | マット・ケンプ                 | アンドレ・イーシアー      | ライアン・ブラウン       | ブライアン・マッキャン | カルロス・ザンブラーノ       |
| 2010 | アルバート・プホルス*       | ダン・アグラ             | ライアン・ジマーマン     | トロイ・トゥロウィツキー         | カルロス・ゴンザレス           | マット・ホリデイ          | ライアン・ブラウン       | ブライアン・マッキャン | ヨバニ・ガヤルド             |
| 2011 | プリンス・フィルダー        | ブランドン・フィリップス | アラミス・ラミレス       | トロイ・トゥロウィツキー         | ライアン・ブラウン             | マット・ケンプ            | ジャスティン・アップトン | ブライアン・マッキャン | ダニエル・ハドソン           |
| 2012 | アダム・ラローシュ          | アーロン・ヒル           | チェイス・ヘッドリー     | イアン・デズモンド               | アンドリュー・マカッチェン     | ジェイ・ブルース          | ライアン・ブラウン       | バスター・ポージー     | スティーブン・ストラスバーグ |
| 2013 | ポール・ゴールドシュミット* | マット・カーペンター     | ペドロ・アルバレス       | イアン・デズモンド               | アンドリュー・マカッチェン     | ジェイ・ブルース          | マイケル・カダイアー     | ヤディアー・モリーナ   | ザック・グレインキー         |
| 2014 | エイドリアン・ゴンザレス    | ニール・ウォーカー       | アンソニー・レンドン     | イアン・デズモンド               | アンドリュー・マカッチェン     | ジャンカルロ・スタントン  | ジャスティン・アップトン | バスター・ポージー     | マディソン・バンガーナー     |
| 2015 | ポール・ゴールドシュミット* | ディー・ゴードン         | ノーラン・アレナド       | ブランドン・クロフォード         | アンドリュー・マカッチェン     | ブライス・ハーパー        | カルロス・ゴンザレス     | バスター・ポージー     | マディソン・バンガーナー     |
| 2016 | アンソニー・リゾ            | ダニエル・マーフィー     | ノーラン・アレナド       | コーリー・シーガー               | チャーリー・ブラックモン       | ヨエニス・セスペデス      | クリスチャン・イエリッチ | ウィルソン・ラモス     | ジェイク・アリエータ         |
| 2017 | ポール・ゴールドシュミット* | ダニエル・マーフィー     | ノーラン・アレナド       | コーリー・シーガー               | チャーリー・ブラックモン       | ジャンカルロ・スタントン  | マーセル・オズナ         | バスター・ポージー     | アダム・ウェインライト       |
| 2018 | ポール・ゴールドシュミット* | ハビアー・バエズ         | ノーラン・アレナド       | トレバー・ストーリー             | デビッド・ペラルタ             | ニック・マーケイキス      | クリスチャン・イエリッチ | J.T.リアルミュート     | ヘルマン・マルケス           |
| 2019 | フレディ・フリーマン        | オジー・アルビーズ       | アンソニー・レンドン     | トレバー・ストーリー             | ロナルド・アクーニャ・ジュニア | コディ・ベリンジャー      | クリスチャン・イエリッチ | J.T.リアルミュート     | ザック・グレインキー         |
| 2020 | フレディ・フリーマン        | ドノバン・ソラーノ       | マニー・マチャド         | フェルナンド・タティス・ジュニア | ロナルド・アクーニャ・ジュニア | ムーキー・ベッツ          | フアン・ソト             | トラビス・ダーノー     | 指名打者                     |
| 2020 | フレディ・フリーマン        | ドノバン・ソラーノ       | マニー・マチャド         | フェルナンド・タティス・ジュニア | ロナルド・アクーニャ・ジュニア | ムーキー・ベッツ          | フアン・ソト             | トラビス・ダーノー     | マーセル・オズナ             |
| 2021 | フレディ・フリーマン        | オジー・アルビーズ       | オースティン・ライリー   | フェルナンド・タティス・ジュニア | ブライス・ハーパー             | フアン・ソト              | ニック・カステヤノス     | バスター・ポージー     | マックス・フリード           |

#### 2022年から
| 年 度 | 一 塁 手                    | 二 塁 手           | 三 塁 手               | 遊 撃 手                 | 外 野 手                       | 外 野 手                 | 外 野 手           | 捕 手                    | 指 名 打 者        | ユーティリティー プレイヤー | チーム                   |
| ----- | --------------------------- | ------------------ | ---------------------- | ------------------------ | ------------------------------ | ------------------------ | ------------------ | ------------------------ | ------------------ | --------------------------- | ------------------------ |
| 2022  | ポール・ゴールドシュミット* | ジェフ・マクニール | ノーラン・アレナド     | トレイ・ターナー         | ムーキー・ベッツ               | カイル・シュワーバー     | フアン・ソト       | J.T.リアルミュート       | ジョシュ・ベル     | ブランドン・ドルーリー      | なし                     |
| 2023  | マット・オルソン            | ルイス・アラエス   | オースティン・ライリー | フランシスコ・リンドーア | ロナルド・アクーニャ・ジュニア | ムーキー・ベッツ         | フアン・ソト       | ウィリアム・コントレラス | ブライス・ハーパー | コディ・ベリンジャー        | アトランタ・ブレーブス   |
| 2024  | ブライス・ハーパー          | ケーテル・マルテ   | マニー・マチャド       | フランシスコ・リンドーア | テオスカー・ヘルナンデス       | ジュリクソン・プロファー | ジャクソン・メリル | ウィリアム・コントレラス | 大谷翔平           | ムーキー・ベッツ            | ロサンゼルス・ドジャース |

### ポジション別最多受賞者
| ポジション                 | アメリカンリーグ                                                                               | アメリカンリーグ | ナショナルリーグ                                                 | ナショナルリーグ |
| ポジション                 | 受賞者                                                                                         | 回数             | 受賞者                                                           | 回数             |
| -------------------------- | ---------------------------------------------------------------------------------------------- | ---------------- | ---------------------------------------------------------------- | ---------------- |
| 一塁手                     | セシル・クーパー ドン・マッティングリー カルロス・デルガド マーク・テシェイラ ミゲル・カブレラ | 3                | トッド・ヘルトン アルバート・プホルス ポール・ゴールドシュミット | 4                |
| 二塁手                     | ホセ・アルトゥーベ                                                                             | 7                | ライン・サンドバーグ                                             | 7                |
| 三塁手                     | ウェイド・ボッグス                                                                             | 8                | マイク・シュミット                                               | 6                |
| 遊撃手                     | カル・リプケン・ジュニア                                                                       | 8                | バリー・ラーキン                                                 | 9                |
| 外野手                     | マイク・トラウト                                                                               | 9                | バリー・ボンズ                                                   | 12               |
| 捕手                       | イバン・ロドリゲス                                                                             | 7                | マイク・ピアッツァ                                               | 10               |
| 指名打者                   | デビッド・オルティーズ                                                                         | 7                | マーセル・オズナ ジョシュ・ベル ブライス・ハーパー 大谷翔平      | 1                |
| 投手                       |                                                                                                |                  | マイク・ハンプトン                                               | 5                |
| ユーティリティープレイヤー | ルイス・アラエス ガナー・ヘンダーソン                                                          | 1                | ブランドン・ドルーリー コディ・ベリンジャー                      | 1                |

- エディ・マレーとマーク・マグワイア（ともに一塁手部門）がア・リーグで2回、ナ・リーグ1回の計3回受賞

### 連続受賞記録
| ポジション                 | アメリカンリーグ                          | アメリカンリーグ | ナショナルリーグ                | ナショナルリーグ |
| ポジション                 | 受賞者                                    | 回数             | 受賞者                          | 回数             |
| -------------------------- | ----------------------------------------- | ---------------- | ------------------------------- | ---------------- |
| 一塁手                     | セシル・クーパー ドン・マッティングリー   | 3                | トッド・ヘルトン                | 4                |
| 二塁手                     | ホセ・アルトゥーベ                        | 5                | ライン・サンドバーグ            | 5                |
| 三塁手                     | ウェイド・ボッグス                        | 4                | マイク・シュミット              | 5                |
| 遊撃手                     | アレックス・ロドリゲス                    | 6                | バリー・ラーキン                | 5                |
| 外野手                     | デーブ・ウィンフィールド マイク・トラウト | 5                | バリー・ボンズ                  | 5                |
| 捕手                       | イバン・ロドリゲス                        | 6                | マイク・ピアッツァ              | 10               |
| 指名打者                   | デビッド・オルティーズ                    | 4                | マーセル・オズナ ジョシュ・ベル | 1                |
| 投手                       | 表彰なし                                  | 0                | マイク・ハンプトン              | 5                |
| ユーティリティープレイヤー | ルイス・アラエス                          | 1                | ブランドン・ドルーリー          | 1                |

### 日本人受賞者
| ポジション | アメリカンリーグ   | アメリカンリーグ   |
| ポジション | 受賞者             | 年度               |
| ---------- | ------------------ | ------------------ |
| 外野手     | イチロー           | 2001 2007 2009     |
| 指名打者   | 大谷翔平           | 2021 2023          |
| ポジション | ナショナル・リーグ | ナショナル・リーグ |
| ポジション | 受賞者             | 年度               |
| 指名打者   | 大谷翔平           | 2024               |